# Trippel 750
Der Trippel 750 war das vierte Pkw-Modell der Protek Gesellschaft für Industrieentwicklungen. Er wurde 1956 präsentiert.

## Beschreibung
Bei dem Fahrzeug handelte es sich um einen Kleinwagen. Die Kunststoff-Karosserie mit zwei Seitentüren bot Platz für 2 + 2 Sitze. Zur Wahl standen Coupé und Cabriolet. Für den Antrieb sorgte ein wassergekühlter Dreizylinder-Zweitaktmotor von Heinkel mit 677 cm³ Hubraum und 26 PS Leistung. Der Motor war im Heck montiert und trieb die Hinterachse an. Die Höchstgeschwindigkeit betrug 135 km/h.
Bei einem Radstand von 204 cm und einer Spurbreite von 137 cm war das Fahrzeug 385 cm lang, 150 cm breit und 123 cm hoch. Das Leergewicht war mit 600 kg angegeben, und der Benzinverbrauch mit 6 Liter auf 100 km.
Es entstanden zwei Fahrzeuge.

## Lizenzen
Das Fahrzeugwerk Weidner aus Schwäbisch Hall erwarb eine Lizenz und verkaufte etwa 200 Fahrzeuge unter dem Namen Weidner 70 S. Ateliers de Constructions Mécaniques Ch. Wilford et Fils aus Belgien fertigte das Modell ebenfalls in Lizenz.